# Ivanivka (Ilarionove), Sînelnîkove
Ivanivka (în ucraineană Іванівка) este un sat în așezarea urbană Ilarionove din raionul Sînelnîkove, regiunea Dnipropetrovsk, Ucraina.

## Demografie
Componența lingvistică a localității Ivanivka
     Ucraineană (89,74%)
     Rusă (10,26%)
Conform recensământului din 2001, majoritatea populației localității Ivanivka era vorbitoare de ucraineană (89,74%), existând în minoritate și vorbitori de rusă (10,26%).